# طوطی‌سهره پاپوآ
طوطی‌سهره پاپوآ (نام علمی: Erythrura papuana) نام یک گونه از سرده طوطی‌سهره است.